# Rutger II. (Kleve)
Rutger II. gilt als zweiter Graf von Kleve, ist historisch aber nur schwer fassbar.
Im Jahr 1061 wird ein Rutger als Vogt des Kölner Stifts St. Maria ad Gradus erwähnt. Da die Vogtei des Stiftes anscheinend im Zusammenhang mit der Tomburg stand, und die Grafen von Kleve seit dem Ende des 11. Jahrhunderts als Herren von Tomburg nachweisbar sind, wird dieser Rutger als Graf von Kleve betrachtet, der aber wohl nicht mehr identisch mit Rutger I., dem mutmaßlichen ersten Grafen von Kleve, sein kann. Möglicherweise ist Rutger mit einem 1051 und 1057 im Umfeld der Kölner Erzbischöfe erwähnten Rutger identisch.